# Сланский-младший, Рудольф
Рудольф Сланский-младший (чеш. Rudolf Slánský mladší; 6 февраля 1935, Прага, Чехословакия — 17 апреля 2006, Прага) — чешский и чехословацкий политик, дипломат.

## Биография
Сын Генерального секретаря ЦК Коммунистической партии Чехословакии Рудольфа Сланского (1901—1952).
Часть своего детства провёл в ссылке в Москве, где его отец укрылся с 1938 по 1945 год после Мюнхенского соглашения. Его отец находился у власти в Чехословакии с февраля 1948 г. до ареста по обвинению в государственной измене в ноябре 1951 года и был казнён в декабре 1952 г. по итогам так называемого Процесса Сланского. Сланский-младший, вернувшийся на родину, находился в заключении вместе с матерью и сестрой.
В 1960-е годы был членом Коммунистической партии Чехословакии.
После реабилитации отца окончил Чешский технический университет.
В конце 1960-х годов участвовал в Пражской весне. После ввода войск в Чехословакию в 1969 году был исключён из КПЧ.
В 1970-х годах стал видным деятелем чешской оппозиции, был одним из подписавших Хартию-77.
После Бархатной революции в 1989 году президент Вацлав Гавел назначил его постоянным представителем Чехословакии при ООН, потом послом Чехословакии, а затем Чехии в России. С 1997 по 2004 год работал послом в Словакии.
Похоронен на кладбище Малвазинки.